# Виктор Яшин
Вижте пояснителната страница за други личности с името Яшин.
Виктор Николаевич Яшин е съветски авиатор, офицер (майор), носител на званието „Герой на Съветския съюз“ (1944).

## Биография
Роден е в Хабаровск в работническо семейство. Завършва фабрично-заводско училище. Работи като стругар в машиностроителния завод в гр. Митишчи в Московска област, където завършва и обучение в аероклуб (1938). Служи в армията от 1938 г. Завършва Качинското авиационно училище за пилоти (1940). Бие се на фронта през Втората световна война от юли 1942 г.
На 7 септември 1943 г. тримата съветски летци Яшин, Русецки и Трофимов във въздушен бой в района на Смоленск унищожават 16 вражески изтребители. Така дават възможност на друга група успешно да атакува вражески бомбардировачи. В края на деня равносметката е 4 свалени хайнкела и 2 фокевулфа.
Командир на ескадрила в 133-ти изтребителен авиационен полк, по-късно преобразуван в 234-та изтребителна авиационна дивизия, а после в 6-и изтребителен авиационен корпус към 16-а въздушна армия на 1-ви Беларуски фронт. До август 1944 капитан Яшин изпълнява 184 бойни полети, като в 42 въздушни боя лично сваля 16 вражески самолети.
На 26 октомври 1944 г. за геройските подвизи, извършени при изпълнението на бойните задачи, Яшин получава званието „Герой на Съветския съюз“. През 1946 г. завършва висш офицерски авиотактически курс. От 1949 г. е в запаса. Работи в авиационния завод в Улан Уде в Бурятия.
Награден е с орден „Ленин“, 2 ордена „Червено знаме“, 2 ордена „Отечествена война“ 1 степен; медали.
|  | Тази страница частично или изцяло представлява превод на страницата „Яшин, Виктор Николаевич“ в Уикипедия на руски. Оригиналният текст, както и този превод, са защитени от Лиценза „Криейтив Комънс – Признание – Споделяне на споделеното“, а за съдържание, създадено преди юни 2009 година – от Лиценза за свободна документация на ГНУ. Прегледайте историята на редакциите на оригиналната страница, както и на преводната страница, за да видите списъка на съавторите. ВАЖНО: Този шаблон се отнася единствено до авторските права върху съдържанието на статията. Добавянето му не отменя изискването да се посочват конкретни източници на твърденията, които да бъдат благонадеждни. |